# Geert Hammink
Geert Hammink (Didam, 12 juli 1969) is een Nederlands voormalig basketballer. Hammink is een van de weinige Nederlanders die ooit in de NBA heeft gespeeld. Hammink is 2,13 m lang en speelde in zijn carrière voornamelijk als center.

## Spelercarrière
In Nederland speelde Hammink voor Basketiers'71 uit Zevenaar. Hammink begon zijn Amerikaanse carrière bij de Louisiana State University waar hij college basketbal speelde. Hierna werd Hammink in de NBA Draft van 1993 geselecteerd door de Amerikaanse club Orlando Magic om in de NBA te gaan spelen. Na 1 seizoen vertrok Hammink naar de Golden State Warriors om daar 3 seizoenen te blijven. Hij zou in totaal 8 keer in actie komen en in totaal 14 punten scoren. Na de NBA-periode speelde Hammink nog 8 seizoenen in de Europese topcompetities van Griekenland en Duitsland.

## Coach
Toen zijn actieve basketballoopbaan voorbij was werd hij eerst spelersmakelaar voor Courtside, een internationaal gerenommeerd agentschap voor professionele basketbal spelers. Daarnaast was hij een tijdje basketbalcommentator voor Ziggo Sport.
In de loop van de jaren werd hij daarbij ook (jeugd)coach en vanaf 2018 trainer/coach in de DBL.
Hammink werd op 6 juli 2018 aangekondigd als hoofdcoach van Dutch Windmills uit Dordrecht. In april 2019 werd Windmills gedwongen te stoppen vanwege financiële problemen. Hammink had het team op dat moment naar 10 winst 8 verlies record gecoacht met goede resultaten tegen teams uit de traditionele top 4: Zwolle, Den Bosch, Groningen en Leiden.
Op 17 mei 2020 werd bekendgemaakt dat Hammink éénjarig contract heeft getekend bij ZZ Leiden. In mei 2021 werd Hammink gekozen tot coach van het jaar DBL. Op 27 mei werd hij voor de eerste keer kampioen van de DBL met ZZ Leiden. Half juni 2021 tekende hij voor 2 seizoenen bij in Leiden. Direct aan het einde van seizoen 21/22, toen ZZ Leiden de finale van het Nederlands kampioenschap had verloren maar de finale om het Bnxt-kampioenschap had gewonnen besloot Hammink zijn 2e contract jaar niet uit te dienen omdat hij als coach naar Skyliners Frankfurt kon, een team uit de Duitse Bundesliga. Vanwege deze sportieve en financiële verbetering respecteerde het bestuur van ZZ Leiden zijn besluit. Vanwege tegenvallende resultaten werd Hammink in Frankfurt (maart 2023) voor het einde van het seizoen al ontslagen.
Op juni 2024 ondertekende Hammink een contract voor twee seizoen bij de Antwerp Giants. Na een speeldag werd Hammink al ontslagen. In juli 2025 tekende hij als hoofdcoach bij de Roemeense eersteklasser CSU Sibiu.

## Erelijst
Als speler in clubverband:
- Bundesliga (3): 1998, 1999, 2000
- Duitse Beker (2): 1999, 2004
- Griekse Beker (1): 2001

Individueel:
- All-Star: 2004

Als trainer/coach:
- Kampioen DBL (1): 2021
- Supercup NL (1): 2022
- Bnxt kampioen (1): 2022
- Coach van het jaar (2): 2020/2021, 2021/2022

## Trivia
- Hammink had een kleine rol als speler van het college team Indiana Hoosiers in de film Blue Chips.[6]
- Geert is de vader van basketballers Shane Hammink en Nick Hammink.